# ۱۱۴۹ (خورشیدی)
۱۱۴۹ هزار و صد و چهل و نهمین سال هجری خورشیدی است.